# Espigão Mestre
Espigão Mestre (también conocida como Serra Geral de Goiás) es una formación del relieve brasileño, situada en la divisoria de los estados de Minas Gerais, Bahía, Goiás, Tocantins y Piauí y de las regiones Nordeste, Centro-Oeste y Sudeste.
De alturas moderadas, en torno a los 900 metros, su principal importancia es hidrográfica, siendo lugar de nacimiento de varios ríos y divisoria de cuencas entre el río Tocantins y el río São Francisco.
- Datos: Q8778611